# Copenhagen (Nowy Jork)
Copenhagen – wieś w Stanach Zjednoczonych, w stanie Nowy Jork, w hrabstwie Lewis.